# Programa Mundial de Iniciativa de Acesso ao Mercado de Seguros
O Programa Mundial de Iniciativa de Acesso ao Mercado de Seguros é uma associação entre entidades mundiais que visa promover o acesso aos seguros por populações de baixa renda.
O programa foi lançado oficialmente em 22 de outubro de 2009 durante a 16ª edição da Conferência Anual da Associação Internacional de Supervisores de Seguros, realizada no Rio de Janeiro.
Compõem o grupo a Associação Internacional de Supervisão de Seguros, o Grupo Consultivo para Assistência aos Pobres, o Banco Mundial, a Organização Internacional do Trabalho, o Ministério Federal Alemão de Cooperação e Desenvolvimento Econômico e o FinMark Trust.
O Banco Mundial previu investimentos de 10 a 12 milhões de dólares americanos em um prazo de cinco a sete anos com a capacitação e treinamento de supervisores de seguros para promoverem a expansão do acesso da população de baixa renda aos mercados de seguros, visando fomentar a criação do microsseguro em países em desenvolvimento.